# Eucera spurcatipes
Eucera spurcatipes là một loài Hymenoptera trong họ Apidae. Loài này được Pérez mô tả khoa học năm 1911.